# La carnicería
La carnicería es el título de dos pinturas de Annibale Carracci, ejecutadas hacia 1580-85, que se conservan en la Christ Church Picture Gallery, de Oxford, y en el Museo Kimbell de Fort Worth en Texas.

## Descripción
En la obra, Annibale Carracci, describe con absoluta claridad y credibilidad las actividades que tienen lugar en una carnicería de Bolonia. Se representa en primer plano, en la parte inferior a un joven que está a punto de cortar la cabeza a un cordero, mientras otro se esfuerza para colgar un becerro a un gancho, retorciendo su cuerpo y la cabeza en el esfuerzo. En el centro, detrás del mostrador, hay un carnicero que coloca perfectamente filetes de ternera en el mostrador. Cierra la imagen un carnicero veterano, vestido con un delantal blanco, que sostiene la balanza con la que pesa la carne, mientras que el cliente rebusca en su bolso el dinero para comprar la carne elegida. Las figuras pintadas no tienen nada vulgar, aunque se consideraba un negocio de mal gusto.